# Смілка боболиста
Смілка боболиста (Silene csereii) — вид рослин з родини гвоздикових (Caryophyllaceae); зростає у південно-східній Європі.

## Опис
Рослина однорічна або дворічна. Стрижневий корінь товстий. Стебло прямостійне, помірно розгалужене під суцвіттям, міцне, до 65 см. Листки: прикореневих мало, зазвичай в'януть у період цвітіння, пластини з широким округлим кінцем; стеблові — численні, 2 на вузол, від яйцювато-ланцетних до обернено-яйцюватих, 3–7 см × 7–30 мм, краю цілі, верхівка гостра. Суцвіття багатоквіткові. Чашолистки 7–10 × 3–4 мм, при плодах збільшуються до розмірів 9–13 × 5–7 мм. Пелюстки білі, з кігтями які рівні чашечці. Коробочка яйцеподібна, рівна чашечці. Насіння сірувато-коричневе. 2n = 24.

## Поширення
Поширений у Болгарії, Румунії, Молдові, Україні, Росії; інтродукований до США, Канади, Європи, Казахстану.